# Sierramyia caligatus
Sierramyia caligatus är en tvåvingeart som först beskrevs av Santos 2006.  Sierramyia caligatus ingår i släktet Sierramyia och familjen snäppflugor. Inga underarter finns listade i Catalogue of Life.